# Magliaso
Magliaso är en ort och kommun  i distriktet Lugano i kantonen Ticino, Schweiz. Kommunen har 1 621 invånare (2023).
Magliaso ligger vid Luganosjön.